# کافاینس
کافاینس (انگلیسی: Caffyns) شرکت اجاره خودرو بریتانیایی است، که در سال ۱۸۶۵ تأسیس شد.